# Nữ khổ dâm (BDSM)

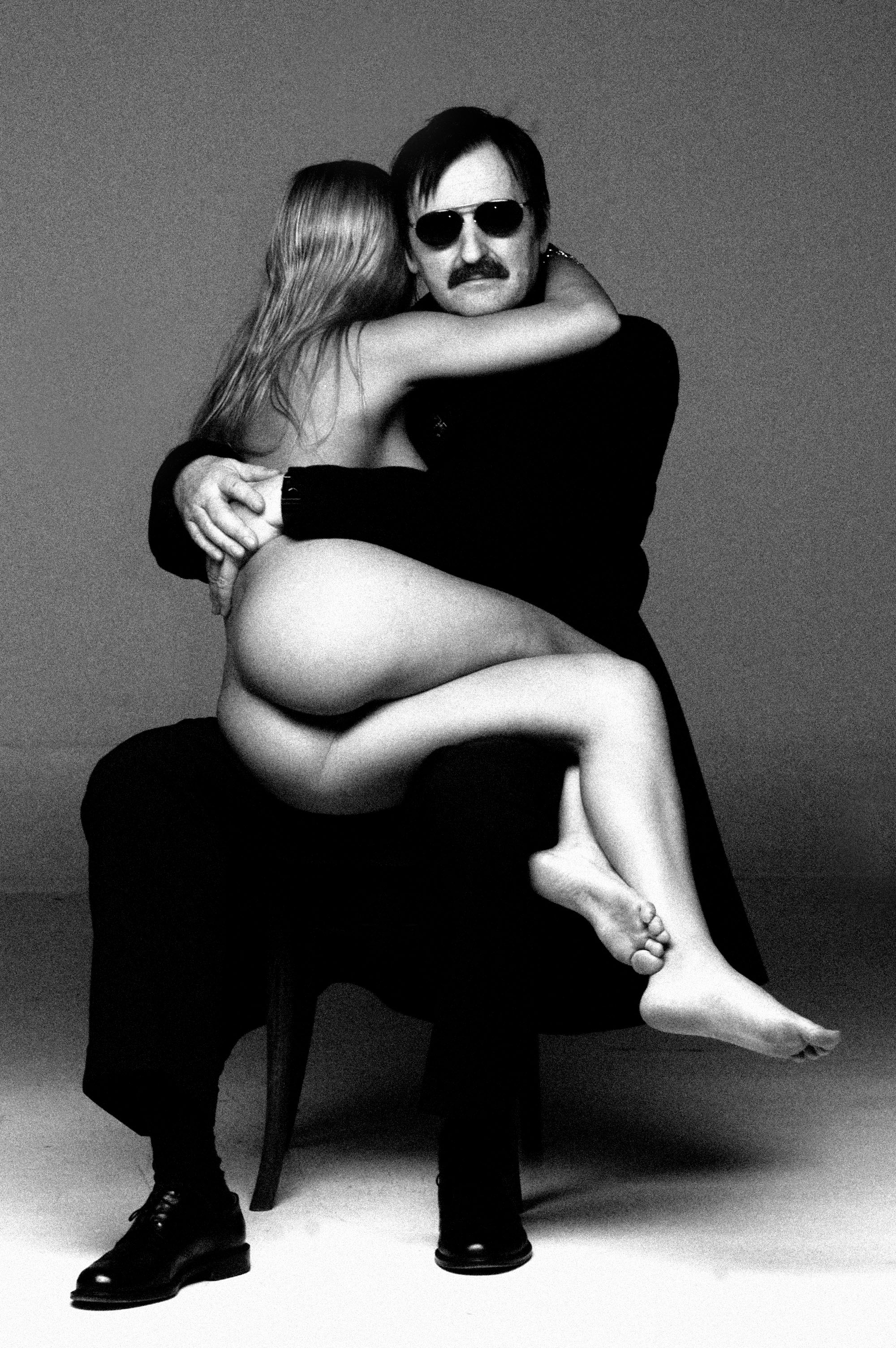
Ảnh chụp nghệ thuật về một người nam thống dâm đang ôm lấy người nữ khổ dâm trong tình trạng khỏa thân.

Nữ khổ dâm (tiếng Anh: femsub) là một hoạt động hay mối quan hệ trong BDSM mà ở đó người nữ bằng lòng chịu phục tùng theo chỉ dẫn của bạn tình hoặc cho phép thân thể mình được sử dụng làm công cụ để thỏa mãn thú vui tình dục của người bạn tình. Ở đây, người nữ tình nguyện và bằng lòng chịu tuân theo kiểu hoạt động như thế này. Việc chịu quy phục thường liên quan đến mức độ tin tưởng của người nữ ở người bạn tình. Người đóng vai thống trị thường là nam giới, nhưng cũng có thể là một người nữ khác, hoặc thậm chí là nhiều bạn tình thống dâm cùng một lúc. Người nữ khổ dâm có thể cảm nhận khoái cảm tình dục hoặc thỏa mãn cảm xúc từ việc giao quyền kiểm soát (ở nhiều cấp độ khác nhau) cho (cũng như làm thỏa mãn) bạn tình bạo dâm đã được tin tưởng. Họ tự gọi mình là "bồn chứa tinh" hoặc "chó cái" khi đóng vai trò phục tùng đối với người nam ở vai thống trị.
Một nghiên cứu năm 1985 ám chỉ rằng khoảng 30% những người tham gia hoạt động BDSM là nữ giới. Nghiên cứu năm 2015 thì cho thấy có đến 61,7% nữ giới tham gia BDSM bày tỏ sự yêu thích hơn cả đối với vai trò phục tùng-thụ động, 25,7% số người tự nhận mình là đổi vai linh hoạt, trong khi chỉ có 12,6% là thích vai thống dâm hơn cả. Ở chiều ngược lại, có đến 46,6% nam giới thích vai phục tùng-bị động hơn, 24% tự xem mình là đổi vai linh hoạt và 29,5% là yêu thích vai thống dâm hơn cả.